# Xinhua (sockenhuvudort i Kina, Heilongjiang Sheng, lat 46,64, long 126,84)
Xinhua (kinesiska: 新华, 新华乡) är en sockenhuvudort i Kina. Den ligger i provinsen Heilongjiang, i den nordöstra delen av landet, omkring 100 kilometer norr om provinshuvudstaden Harbin. Antalet invånare är 31 672. Befolkningen består av 15 800 kvinnor och 15 872 män. Barn under 15 år utgör 12,0 %, vuxna 15-64 år 80 %, och äldre över 65 år 6,0 %.
Runt Xinhua är det ganska tätbefolkat, med 199 invånare per kvadratkilometer. Närmaste större samhälle är Dayou, 11,2 km öster om Xinhua. Trakten runt Xinhua består till största delen av jordbruksmark.
Genomsnittlig årsnederbörd är 833 millimeter. Den regnigaste månaden är juli, med i genomsnitt 217 mm nederbörd, och den torraste är januari, med 8 mm nederbörd.